# Irene Balaguer i Felip
Irene Balaguer Felip (Barcelona, 23 de febrero de 1948 - 28 de diciembre de 2018) fue una maestra de educación infantil y pedagoga española.

## Biografía
Maestra de enseñantes, fue una defensora de la escuela pública, de la educación infantil y de los derechos de las niñas y los niños. Dedicó gran parte de su vida a la Asociación de maestros Rosa Sensat. A finales de los años 60, Marta Mata, quien tendría gran influencia en toda su carrera, le ofreció la dirección de la sección de Educación Infantil del Departamento de Pedagogía de Rosa Sensat, siendo presidenta de la misma entre 2006 y 2015.

### Revista in-fàn-ci-a

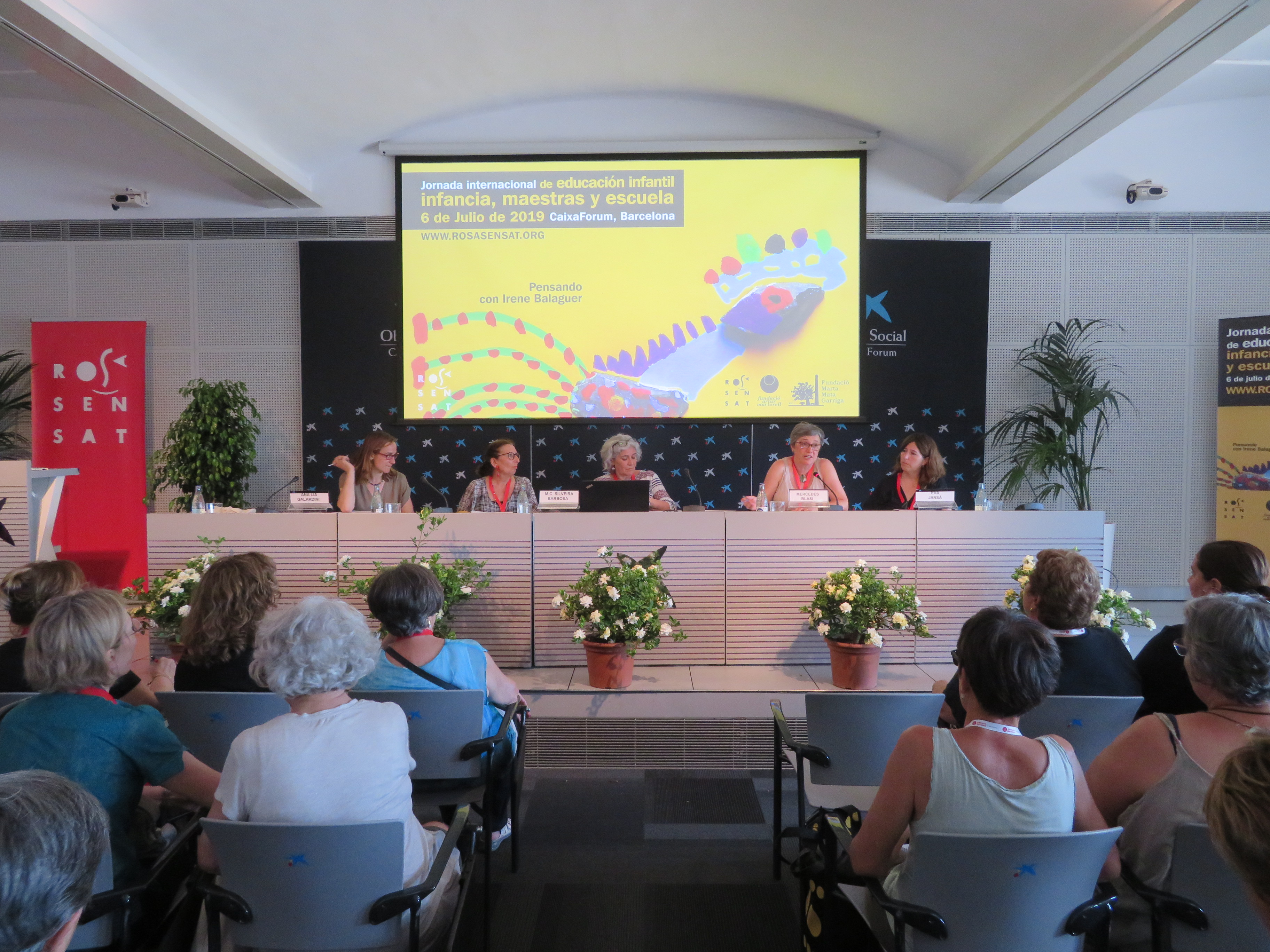
Conferencia dedicada a Irene tras su muerte en 2019

En 1981 fundó la revista in-fàn-ci-a  editada en catalán y producida por el consejo de redacción de Cataluña, Valencia y Baleares. El propósito de la revista era crear un foro vivo de comunicación, reflexión, conversación y colaboración para todos y todas las involucradas en el cuidado y educación de los niños y niñas entre 0 y 6 años. Compartió la dirección con Francesca Majó.
En 1990, impulsó la revista in-fan-ci-a en español, realizada por los consejos de redacción de otras autonomías del Estado. En un principio compartió la dirección de la revista con Francesca Majó y posteriormente, de 2003 a 2016, fue Mercedes Blasi quien asumió la codirección de la misma.
En 2001, también impulsó la creación de la revista Infancia en Europa, producida por el propio consejo de redacción europeo y publicada en varios idiomas: inglés, croata, flamenco, francés, italiano, alemán, portugués, polaco, griego, español y catalán.
En 2011 impulsó la revista digital Infancia Latinoamericana  como medio de intercambio de ideas y experiencias pedagógicas. En la editorial participan maestras y maestros de 13 países latinoamericanos. También se publica en portugués.
A través de todos estos proyectos creó una amplia red de contactos internacionales, fomentando viajes de estudio para descubrir las diversas realidades del mundo. Convencida de que los y las educadoras infantiles debían tener buena preparación para hacer su trabajo con la mayor calidad,  organizó cursos y talleres de verano e invierno con profesionales de diversas disciplinas de primer nivel.

### Asociación de Maestros Rosa Sensat y otras responsabilidades adicionales

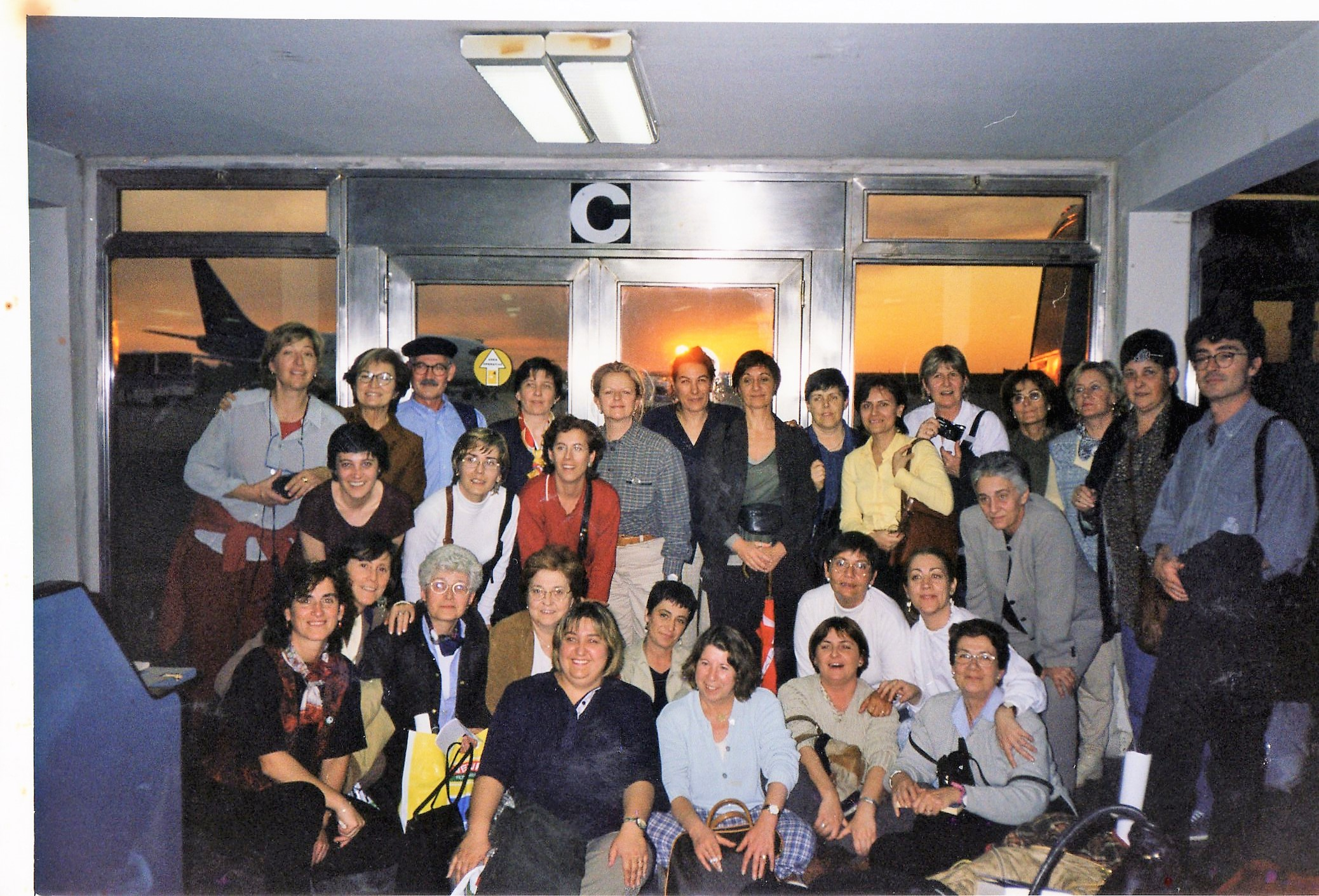
Montevideo Puerto alegre Argentina Viaje de infancia mayo 98

A finales de los años 70-principios de los 80, fue miembro de la Coordinadora  de Movimientos de Renovación Pedagógica en representación de la Asociación de Maestros, y desde allí luchó por abandonar en todo el Estado el concepto de guardería y transformarlo por el de escuela infantil.
Posteriormente, y siguiendo los pasos del plan especial de magisterio que llevó a cabo la Asociación de Ikastolas en el País Vasco, impulsó la formación de magisterio para los y las educadoras que trabajaban en los centros de educación infantil de Cataluña. Se realizó un Plan Especial conformado entre la Asociación de Mestres Rosa Sensat y la Universidad Autónoma de Barcelona. Este plan se impulsaría de nuevo por segunda vez, en este caso desde la Universidad de Vich, donde Irene, además, era profesora de ciencias de la educación.
Fue directora del Patronat Municipal d'escoles bressol de Barcelona en los años 1987-1995. Desde el Instituto Municipal de Educación de Barcelona (IMEB) impulsó el proyecto Context Infància, con el objetivo de ofrecer nuevos servicios creados para los niños y niñas y sus familias (Family sites).
Fue una de los fundadoras de la Fundación Marta Mata y ocupó el cargo de vicepresidenta hasta su muerte. Así mismo fue la responsable de la organización de la Conferencia anual Marta Mata.Desde la Fundación Marta Mata Garriga participaba en la iniciativa de ámbito europeo, la Fundación Heloïse, para conseguir el reconocimiento de pedagogos y pedagogas renovadores y de escuela nueva europeos, también de catalanes y catalanas por parte del Consejo de Europa.
Gran conocedora de los Derechos del Niño y de la niña, en los años 90 fue impulsora de la Taula per la Infància i l'Adolescència a Catalunya (TIAC) y miembro del Observatorio de los Derechos de la Educación Infantil creado por la Generalidad de Cataluña en 2006.

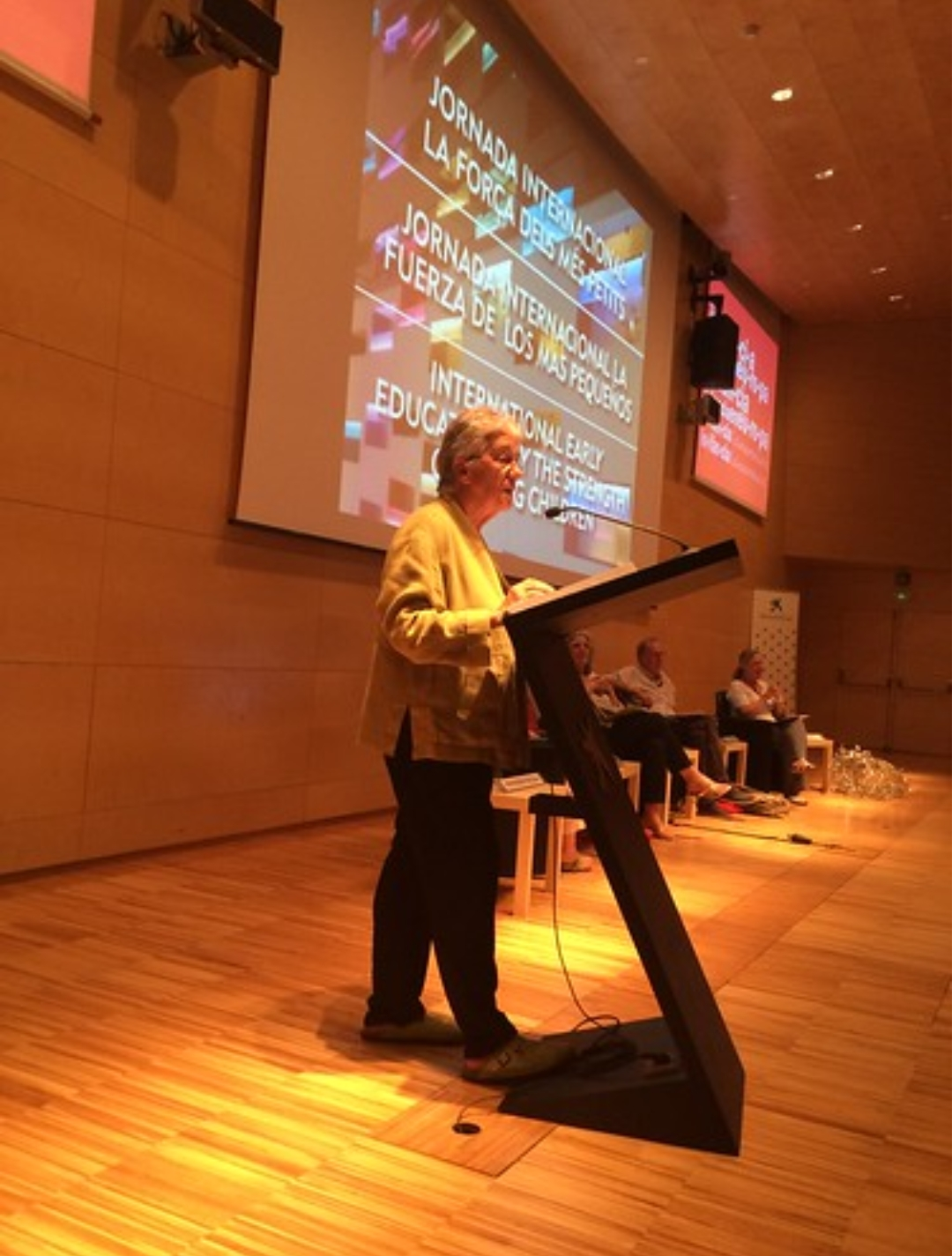
Congreso internacional de Educación Infantil

Fue la representante de España en la Comisión Europea y como tal, miembro de la Red Europea para la Protección de la Infancia en el periodo 86-96. Entre sus tareas estuvo la elaboración del documento Criterios de Calidad para la Educación Infantil (1996).
Organizó el I Congreso Internacional de Educación Infantil, así como las Jornadas anuales de Educación Infantil y, desde 2006, las Jornadas Estatales de Educación Infantil que se celebran cada dos años.
Bajo su mandato, la Asociación de maestros Rosa Sensat fue miembro fundador de ConCrit (Constructive Criticism).
Fue miembro del consejo asesor del Diari de la Educación  (2006-2015).
Asimismo fue miembro de la Fundación Artur Martorell (FAM)  desde su creación, asumiendo la dirección por segunda vez en junio de 2018.
Son innumerables sus conferencias, informes, escritos y colaboraciones internacionales.  Aunque cabe resaltar su especial conexión con Regio Emilia en Italia, tuvo, en general, reconocida influencia en muchos países de Europa y América Latina, con los cuales mantenía una estrecha colaboración.

## Obras
Entre su abundante aportación son destacables:
- L´lambit formal: l´educació infantil. Balaguer Felip, Irene; Odena, Pepa.[22]
- La cotidianidad y sus valores. Balaguer Felip, Irene; Altimir, David.[23]
- Necesidades sociales en educación infantil: perspectivas de la Unión Europea. Balaguer Felip, Irene[24]
- Educación Infantil y política municipal: Ayuntamiento de Barcelona. Balaguer Felip, Irene.[25]